# 外食戦隊ニクレンジャー

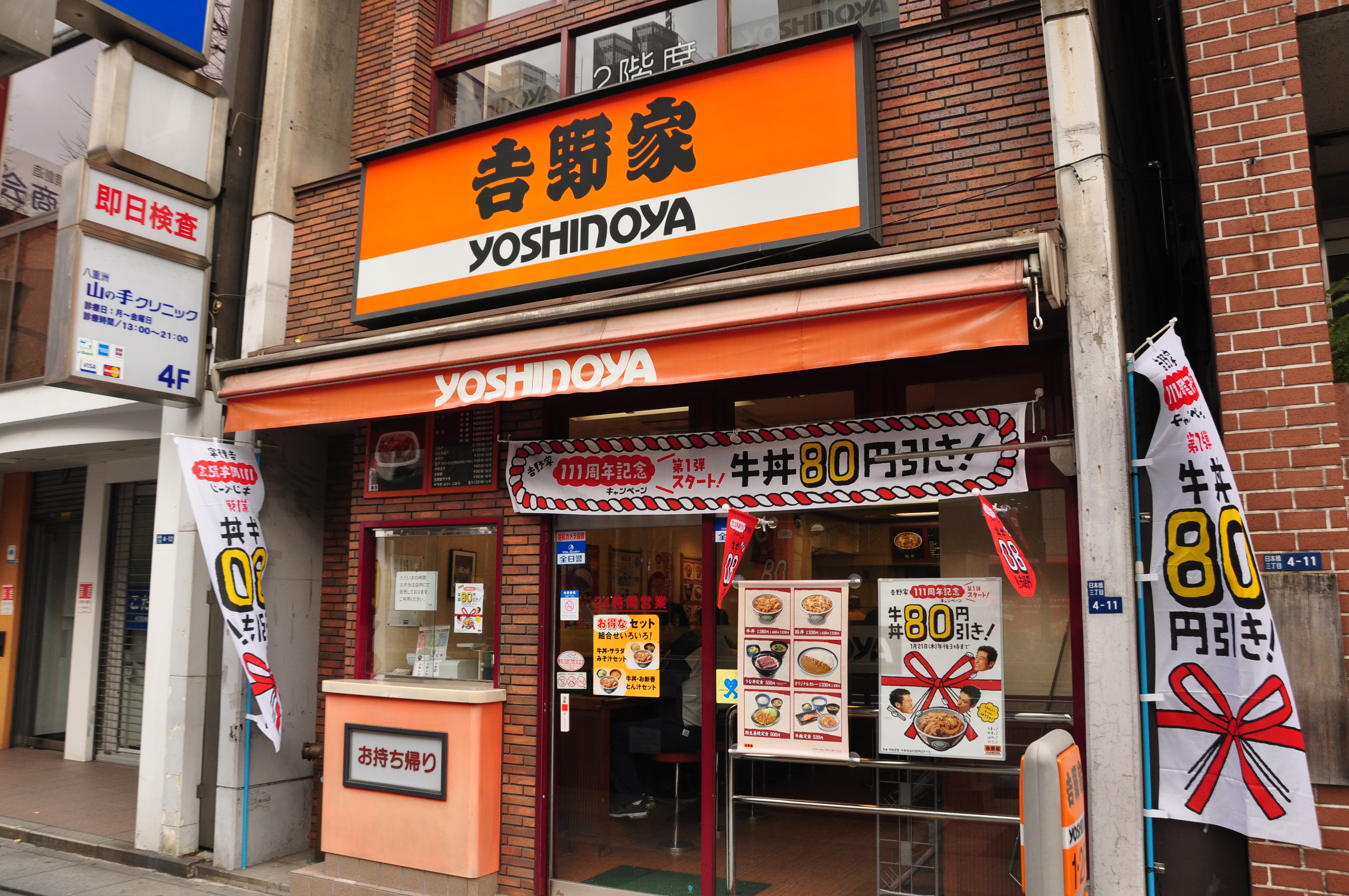
吉野家

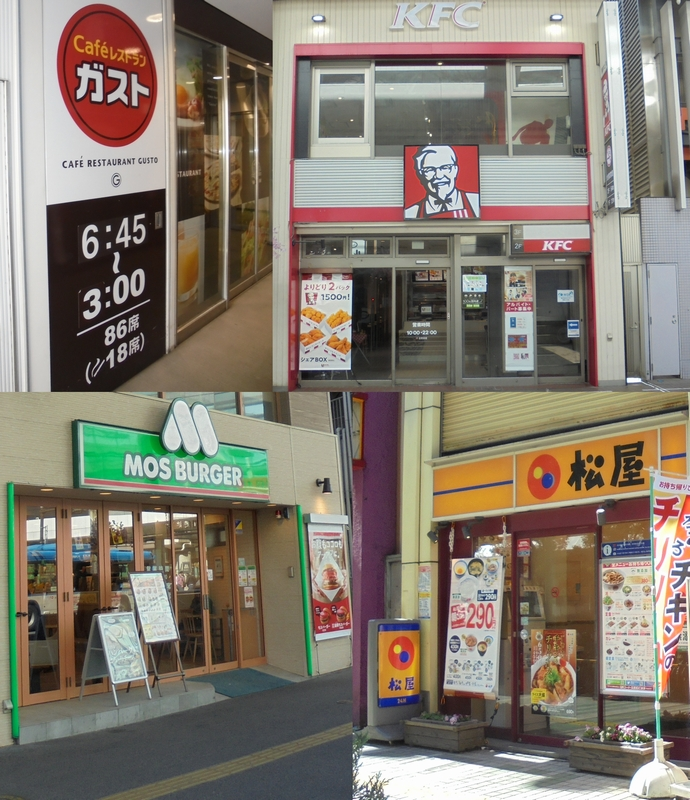
本企画の賛同企業。ガスト、ケンタッキー・フライド・チキン、モスバーガー、松屋。

『外食戦隊ニクレンジャー』（がいしょくせんたいニクレンジャー）は、2018年（平成30年）に企画された日本の広告企画の一つ、およびその企画で考案された架空の団体。牛丼チェーンの吉野家が、外食産業を盛り上げるために、肉料理を主力商品とする関連企業5社を集って、スーパー戦隊シリーズを準えた戦隊ヒーローを結成するという企画である。この企画のもとに結成された団体（戦隊）の名称でもあり、吉野家以下、ガスト（すかいらーく）、日本ケンタッキー・フライド・チキン、モスバーガー、松屋フーズが賛同し、各社が考案したオリジナルの戦士、計5人のイラストで構成されている。

## 経緯
2018年（平成30年）7月6日、吉野家のTwitterアカウントが、「今週のボツ企画w」と題し、「肉関連企業を5社集めてニクレンジャーを結成する」との文言を投稿した。5社も巻き込むのは実現不可能なために没になり、お蔵入りが勿体ないので投稿だけしてみた、とのことであった。
この投稿に対して、同日中にすかいらーく経営によるファミリーレストランのガストが「面白そう」との理由で「レッド貰ってもいいですか?」とリプライを返した。さらに7月10日、ケンタッキー・フライド・チキンがガストに誘われたとの理由で「おいしさでみんなを幸せに!」とのコピーで「ケンタホワイト」を名乗って投稿。続いて同7月10日にモスバーガーも「面白そう」との理由で「緑もらっていいですか?」と投稿。最後に7月12日、松屋フーズが吉野家に声をかけられる形で「松屋イエロー」を名乗って登場した。
こうしてスーパー戦隊シリーズ同様、「ガストレッド」（ガスト）、「ヨシノヤオレンジ」（吉野家）、「ケンタホワイト」（ケンタッキー・フライド・チキン）、「モスグリーン」（モスバーガー）、「松屋イエロー」（松屋）の5人の戦士が揃い、一堂に会した画像を各アカウントが投稿した。各社のイラストはそれぞれ、自社のキャラクターを中央に配置したものになっている。戦士のキャラクターは各社それぞれ独自にデザインしたため、絵柄が統一性が無いことも特徴の一つである。
吉野家CMOの田中安人によれば、外食産業の盛り上げが狙いであり、今後の時代は競争ではなく共創の時代であり、手と手を取り合って外食産業を盛り上げる時代という信念から企画したとされる。
また、本企画に先駆けて同2018年3月には、ガスト、ジョナサン、吉野家の担当者たちが、「外食産業は競合ではなく、共創しながら盛り上げていきたい」という思いから、各3社の商品を食べ歩き、各Twitterアカウントで紹介する「#となりのお肉も美味しそう」という企画を実施しており、このときすでに「ニクレンジャー」の案も挙がっていた。実現不可能だと思われたニクレンジャーの企画に、すかいらーくが賛同し、その後に各社に声をかけることで、この企画が実現した。この4社になった経緯は各社の人脈からであり、色の組合せなどは集合してから考案された。発案者である吉野家にとって、牛丼を主力商品とする松屋は同業他社になるが、松屋を招待したい旨を社内で確認したところ、即OKであったという。

## ニクレンジャー
ここでは、加入した戦士（企業）の順に記載する。
ヨシノヤオレンジ（吉野家）
ニクレンジャーのリーダーである戦士。ヘルメットには牛の角と頭部から複眼にかけて吉野家の「吉」の文字があしらわれており、胸部に吉野家のロゴ文字、ベルト部分に吉野家のマーク、背中にマントがある。得意技は「ギュードーンパンチ」。
ガストレッド（ガスト）
ニクレンジャーのサブリーダーで「戦隊一のもの知りレンジャー」という設定の戦士。頭部がガストの店の外観になっており、手にはフォーク型の武器を持っている。得意技は「ハンバーグ弾」。
ケンタホワイト（ケンタッキー・フライド・チキン）
「戦隊一のイケメンレンジャー」という設定の戦士。スーツはケンタッキー・フライド・チキンの創業者であるカーネル・サンダースの服装がモチーフになっており、背中にマントがある。ヘルメット頭部にはKFCの頭文字の「K」の文字があしらわれている。「チキンウイング」で空を飛ぶ事ができ、他のメンバーを乗せて飛行する事も可能。
モスグリーン（モスバーガー）
ニクレンジャーの紅一点で「戦隊一やさしい女子レンジャー」という設定の女性戦士。レタスをモチーフにしたスーツが特徴で、複眼がモスバーガーの「M」のロゴになっている。「いやさレタス」でメンバーを強化・回復する事ができる。
松屋イエロー （松屋）
「戦隊一のちからもちレンジャー」という設定の戦士。胸部に松屋のロゴ文字、ベルト部分に松屋のマークがある。「定ショックパワー」で百万馬力の力を発揮する。

## 反響
多数の大手企業を巻き込んだこの出来事は、インターネット上で大きな話題に昇った。「ライバル企業が一緒に組んでて、ユーモアと平和にあふれてるのが良い」「メニューコラボとか期待」といったコメントも寄せられた。ソーシャル・ネットワーキング・サービス(SNS)に自作のコスプレ写真などを投稿する者もおり、アニメファンが集まるコミックマーケットでも、ニクレンジャーのコスプレをする人も見られた
また他社でも、5人の戦士の仲間入りには出遅れたものの、ファミリーマートのオリジナル商品・ファミチキの公式アカウントが「ファミチキレンジャー」を名乗って登場。さらに戦隊側のキャラクターのみならず、ニクレンジャーの敵役としてタニタがマッドサイエンティスト「ドクタータニタ」、さらに花王ヘルシアはそのマッドサイエンティストのサポート役を名乗り「倒された子分にヘルシアを飲ませて巨大化する」といった投稿を続けた。
この他にもロックバンドのSPYAIRが「肉肉しいロックなテーマソングを書く」とテーマソングの制作を申し出たり、作曲家の渡邉沙志が実際にテーマソングを自主的に制作したりと、思わぬ広がりを見せた。渡邉によるテーマソング『ニクレンジャーGo Fight!!』は松屋の店内BGMとして期間限定で不定期に放送されており、同2018年の「いい肉の日」（11月29日）に合せてJOYSOUNDでカラオケ配信が開始された。また、この11月29日の「いい肉の日」は「#ニクレンジャーオールスターズ」という企画で、カレーハウス CoCo壱番屋が「ココイチゴールド」、てんやが「てんやブルー」を名乗って投稿するなど、さらに多数の企業が参加した。この企画を発展する形で、吉野家、はなまるうどん、ガスト共同の割引券「3社合同定期券」まで生まれるに至っている。
メディアでは、情報番組の『めざましどようび』（フジテレビ）で「予告・ライバル企業が“異色コラボ”ヒーロー誕生!?」、『スッキリ』（日本テレビ）が「異例のコラボ・謎の戦隊ヒーロー・話題の1枚」、『王様のブランチ』（TBS）で「吉野家ツイッターが呼んだ奇跡」として取り上げられた他、『あさパラ!』（読売テレビ)でも紹介された。また『めざましどようび』ではテーマソング『ニクレンジャーGo Fight!!』も取り上げられた。先述の吉野家の田中安人は、当初は話題化は狙いではなく、ここまでのメディアへの拡散は想像以上だったと語っている。

## 成功の要因
スパイスボックスの事業統括責任者である森竹アルは、この企画の成功について、きっかけとなる投稿から実際に形となる一連の流れが、すべてがSNS上でオープンに共有されたことで、その一部始終を目撃した人々が企画の支援者となり、SNSおよびスマートフォンの普及も相まって、興味や関心を共有させたことが最大の要因と分析している。
さらに森竹は、最初に吉野家が「社内で没になった」と自虐的に称したことで、周囲から「応援したい」との気持ちを上手に駆り立てたこと、参加企業の増える様子をリアルに体験できたこと、吉野家の投稿から3日目まではキャラクターが2体しかおらず、「本当に全員そろうのか」との緊張感を生み出したことが、人々をこの企画に惹きつけたポイントと考えており、その後も他社や音楽家といった面々が協力する様子を、注目度を下げることなく話題が長期間に渡って続く理想的な展開と語っている。
経営者向けのPR指導などを手がける株式会社IkunoPR代表の笹木郁乃もまた、最初に「ボツ企画を公開する」という筋書きにより、不完全な自分を見せることによって顧客の心を掴んだことが、今回の成功のポイントだと分析している。

## 評価
スパイスボックスの集計によれば、吉野家のエンゲージメントは、「ニクレンジャー」に関する投稿直後、数値が20万近くまで跳ね上がった。このとき「ニクレンジャー」単体でのエンゲージメントは約18万だったため、吉野家全体のエンゲージメント量の90パーセント以上が「ニクレンジャー」関連だった計算になる。
Twitterの特性を生かして徐々にファンを巻き込んで、大きな話題を作り上げた秀逸な企画との評価もある。TwitterなどSNSを企業が活用することには、軽率な発言や妙な暴露などで炎上する危険性がある反面、共感や応援を得ることもあり、この企画はその好例だとする声もある。
俳優の山田孝之も2018年7月18日のFacebookの公式アカウントで、「競合競合言ってる人達よ、これを見よ。相乗効果だといつも言っているでしょう。取り合うのは場所じゃなく、手と手」と称賛した。
ニュースサイト「BACKYARD」でSNS上で昇った話題を取り上げる「＼月刊!／ソーシャルトレンド」では2018年7月17日に、「外食戦隊 ニクレンジャー」が7月のトレンドの1つに選ばれた。2018年11月9日には、この1年間で最も口コミで盛り上がった事象、世の中を動かした事象などを表彰する「WOMJアワード」（井上一郎以下、WOMマーケティング協議会主催）で、この『外食戦隊ニクレンジャー』が口コミの盛り上がりの大きさを評価され、第3回のグランプリとして表彰された。